# Jaroslaw Gennadjewitsch Burytschenkow
Jaroslaw Gennadjewitsch Burytschenkow (russisch Ярослав Геннадьевич Бурыченков; * 16. Juni 1998 in Brjansk) ist ein russischer Fußballtorwart.

## Karriere
Burytschenkow begann seine Karriere bei Lokomotiv St. Petersburg. Zur Saison 2014/15 wechselte er in die Jugend von Zenit St. Petersburg. Diese verließ er im März 2016. Nach über zwei Jahren ohne Verein schloss er sich zur Saison 2018/19 Swesda St. Petersburg an. Im Oktober 2020 wechselte er zu Drittligist Metallurg Widnoje. Für Widnoje spielte er in der Saison 2020/21 22 Mal in der Perwenstwo PFL. Nach der Saison 2020/21 verließ er Metallurg wieder.
Nach einem Halbjahr ohne Klub wechselte Burytschenkow im Februar 2022 nach Georgien zum Zweitligisten FC Samtredia. Für Samtredia stand er in der Saison 2022 21 Mal in der Erovnuli Liga 2 im Tor, mit dem Klub schaffte er den Aufstieg in die Erovnuli Liga. Im georgischen Oberhaus spielte er anschließend zehnmal, ehe er im Juli 2023 nach Russland zurückkehrte und sich Zweitligist FK Chimki anschloss. Als Ersatztorwart kam er für Chimki 2023/24 zu keinem Einsatz, mit dem Team stieg er in die Premjer-Liga auf.